# Mei (歌手)
mei（めい、1991年5月25日 - ）は日本の歌手。Monochromeメンバー。旧名は佐藤七彩（さとう ななせ）、上遠野マリカ（かとおの まりか）。元OZのリーダー、ほわいと☆milk、スライムガールズのメンバー。reverseM（リバースエム）ボーカル。

## 略歴
アリスプロジェクトに所属し、2012年1月「麻友美withほわいと☆milk」のメンバーとしてステージデビュー。仮面女子候補生ユニット「OZ」のリーダーを務めたのちに、2014年6月30日に「スライムガールズ」への移籍が発表され、同時に「ほわいと☆milk」も脱退。2015年4月に「ぱー研！」入り。「大つけ麺博2012」に合わせて結成された「スープ☆ガールズ」メンバーも兼任。イメージカラーは一貫してオレンジ。
アリスプロジェクト在籍時には2013年5月、2014年6月、2015年6月と3年連続で個人ライブ「生誕祭」を開き満員にする人気メンバーであったが、ファンと繋がりが発覚し仮面女子正規メンバーとはならずに2015年9月1日付けで事務所との契約の解除およびユニット脱退となった。
1年間の休養の末、ソロシンガーとして新宿・Shinjuku Sakura Terraceで遠野茉莉花の名義で復帰。2016年6月に上遠野マリカとしてモデルの真理杏、眞弥もえと「reverseM」を結成。都内ライブハウスを中心に活動を再開した。
2017年12月よりフリー。男性ボーカルShowとツインボーカルユニット「Monochrome」を結成。2018年2月に活動開始。自身もmei（めい）へと活動名を改めた。2018年10月からは女性ボーカルユニット「ちゅりんぷ」としても活動開始。

## 人物
- 趣味・特技はカラオケ、買い物、バスケットボール、バレーボール。
- 昆虫を素手で触れる。
- 乃木坂46・西野七瀬とは名前の読みが同じで同じニックネームであったが、上遠野のほうがデビューが若干早い（上遠野は2011年1月。西野は2011年8月に乃木坂合格）。アリス在籍時は意識はしていたようで西野七瀬シャツを愛用していたことがある[13]。
- 高校生の頃の夢は介護福祉士であり、実際に1年間勤務していた[14]。

## 出演

### テレビ
- 水着の国のアリス嬢たち #2（2012年4月17日、エンタ!959）[15]
- アイドル100人水泳大会（2018年4月18日、エンタ!371）[16]
- ザキヤマ☆おかだのガンメン!!!〜そんなあなたは○○顔〜（2012年7月8日、関西テレビ）
- 女のコーデR（2014年、スカパー！Ch.541 EXライブ） - 準レギュラー

### ウェブテレビ
- アイドル育成計画きゅるるん学園Super（2011年11月 - 12月、アキバ系BBチャンネル）

### モデル
- Noir etoffe（2016年11月16日 - ）

### イベント
- 夏だ！アイスだ！かき氷だ！ アイス＆かき氷好き全員集合！（2017年7月25日、阿佐ヶ谷ロフトA）[17]